# Quiévrain
Ne doit pas être confondu avec Quiévrechain.
Quiévrain (en picard et wallon : Kievrin) est une commune francophone de Belgique située en Région wallonne dans la province de Hainaut. C'est une commune frontalière avec la France, dont la commune voisine, au nom proche, est Quiévrechain.

## Toponymie
À l'époque romaine, Quiévrain se nommait Caprinium, « le bois aux chèvres ».

## Géographie

### Situation
Quiévrain présente une altitude variant de 22 m autour de l'Hogneau jusqu'à 116 m dans le bois d'Audregnies.
La commune est traversée par trois cours d'eau : à l'ouest, l'Hogneau et l'Aunelle, marquant la frontière avec la France, et au sud, la Petite Honnelle.
Elle est également desservie par la route N51 et par la ligne ferroviaire 97, grâce à sa gare localisée au centre de la commune.

### Sections de commune
| # | Nom        | Superf. (km²). | Habitants (2020). | Habitants par km² | Code INS |
| - | ---------- | -------------- | ----------------- | ----------------- | -------- |
| 1 | Quiévrain  | 8,68           | 5.099             | 587               | 53068A   |
| 2 | Baisieux   | 7,53           | 793               | 105               | 53068B   |
| 3 | Audregnies | 5,27           | 854               | 162               | 53068C   |

### Communes limitrophes
| Crespin (France)      | Hensies   | Thulin |
| Quiévrechain (France) | Quiévrain | Boussu |
|                       | Honnelles | Dour   |

## Démographie

### Démographie: Avant la fusion des communes
- Source: DGS recensements population

### Démographie: Commune fusionnée
En tenant compte des anciennes communes entraînées dans la fusion de communes de 1977, on peut dresser l'évolution suivante :
Les chiffres des années 1831 à 1970 tiennent compte des chiffres des anciennes communes fusionnées.
- Source: DGS , de 1831 à 1981=recensements population; à partir de 1990 = nombre d'habitants chaque 1 janvier[3]

## Histoire
Le village de Quiévrain était traversé par une chaussée romaine : des monnaies et des tuiles y ont été retrouvées. Au début du Xe siècle un acte de Charles le Simple en fait mention. Au Moyen Âge, les seigneurs de Quiévrain sont propriétaires des lieux qui englobent aussi Hensies et Baisieux.
Le premier connu est Wauthier de Quiévrain (acte de 1067, 1086, 1090, 1099) son arrière-petit-fils ; Arnould de Quiévrain sera partisan du faux Baudouin de Flandre et son frère Wauthier participa à la bataille de Bouvines en faisant le pari avec Arnould d'Esnes de faire la bataille montés sur des juments (les chevaliers ne montaient jamais des juments qui étaient destinées aux femmes).
En 1267, Nicolas de Quiévrain (né vers 1230, trépassé après 1270), Seigneur de Quiévrain et de Tongre-Saint-Martin se marie avec Julienne de Looz, (née vers 1235, trépassée en 1301) Dame d'Emblise et n'aura que trois filles.
1° L'aînée, qui s'appelle Isabelle de Quiévrain, (née vers 1260, trépassée en 1335) héritière d'Amblise, dame de Quiévrain et de Tongre-Saint-Martin, épousa Geoffroy III d'Aspremont (né vers 1255, trépassé en 1302 à la bataille des Éperons d'Or à Courtrai, Seigneur de Dun, de Conflans, d'Aspremont, qui deviendra le nouveau seigneur de Quiévrain et de Tongre-Saint-Martin. C'est ce même Geoffroy qui est l'un des héros du Tournoi de Chauvency en 1285. Madame d'Âpremont, née Isabelle de Quiévrain, est aussi fort louangée par Jacques Bretel lors des festivités de Chauvency-le-Château.
2° Jeanne de Quiévrain, avait épousé Thomas d'Âpremont, frère de Geoffroy.
3° Marie de Quiévrain, mariée 1° à Renaud de Bar, puis 2° Jean de Joinville.
En 1376, Simon de Lalaing 2e fils de Simon III et de Mahaut d'Aspremont, achète la seigneurie de Quiévrain à son cousin Gobert IX baron d'Aspremont. Voilà la terre de Quiévrain qui revient sous la propriété d'une famille hennuyère. Ce Simon sera le fondateur de la branche des Lalaing-Quiévrain. Il écartèle ses armes en 1 et 4 de gueules à 10 losanges d'argent aboutés et acollés placés 3,3,3,1 (Lalaing) au lambel à 3 pendants d'azur et au 2 et 3 d'or au chef bandé d'argent et de gueules de 6 pièces (Quiévrain). Simon Ier de Lalaing est seigneur de Quiévrain, de Hordain, sénéchal d'Ostrevant, plusieurs fois grand bailli du Hainaut et chatelain d'Ath.
Cette branche tiendra la seigneurie de Quiévrain jusqu'en 1428 car Simon III seigneur de Quiévrain et d'Ecaussinnes n'aura que deux filles dont l'aînée fera passer la terre de Quiévrain dans la famille de Châtilon-Blois en se mariant à Olivier, comte de Penthièvre. Comme ils n'eurent aucune descendance, c'est sa sœur puinée, Marie, qui hérita de Quiévrain. En 1428, elle épousa Jean de Croÿ, devenu Ier comte de Chimay en 1467. Au XVIIe siècle, Quiévrain passe dans l'escarcelle de famille d'Arenberg à la suite de la mort de Charles III de Croÿ, et y restera jusqu'à la Révolution française.
Durant les guerres de la Première Coalition, Quiévrain fut le lieu d'un combat en 1792 et d'une bataille en 1793.

## Armoiries
|  | La commune de Quiévrain possède des armoiries qui lui ont été octroyées le 8 décembre 1992. Comme aucune des communes fusionnées au 1er janvier 1977 ne possédaient d'armoiries, des nouvelles armoiries ont été sollicitées. Elles sont inspirées par celles des plus anciens seigneurs connus de Quiévrain du XIe au XIVe siècle. Les armoiries actuelles sont identiques à celles de ces seigneurs mais sans casque, crête et manteau. Blasonnement : D'or au chef bandé d'argent et de gueules de 6 pièces - Arrêté de l'exécutif de la communauté : 8 décembre 1992 |

 : armoiries des Quiévrain (voir l'armorial du Tournoi de Chauvency)
 : armes de Geoffroi d'Âpremont, époux d'Isabelle.
 : blason de Thomas d'Âpremont, époux de Jeanne.

## Politique et administration

### Conseil et collège communal 2024-2030
| Collège communal   |                      |             |
| ------------------ | -------------------- | ----------- |
| Bourgmestre        | Jean-Pierre Landrain | PS          |
| 1er Échevine       | Ophélie Di Giosia    | Les Engagés |
| 2e Échevin         | Gil Amand            | PS          |
| 3e Échevin         | Can Yetkin           | Les Engagés |
| 4e Échevine        | Sabrina Snoeck       | PS          |
| Présidente du CPAS | Carmelina Caramazza  | Les Engagés |

## Patrimoine et culture

### Patrimoine architectural

#### Patrimoine cultuel
- L’église Saint-Martin : l'actuelle date du XVIe siècle mais il en eut au moins une autre auparavant.
- Le Carmel du Sacré-Cœur : en 1903, les clarisses de Lille furent expulsées à la suite des lois anticléricales françaises du gouvernement Combes et vinrent se réfugier à Quiévrain. En 1931, le climat s'étant apaisé en France, elles quittèrent donc Quiévrain pour fonder le monastère Sainte-Claire à Haubourdin. Le bâtiment appartint ensuite pour quelques décennies à des particuliers, période pendant laquelle il fut délaissé. Mère Marie-Christiane du Saint-Esprit (carmélite), son frère Marcel Lefebvre et l'abbé Schoonbroodt (devenu sédévacantiste dans les années 80) créèrent, en 1977, une nouvelle communauté de carmélites déchaussées. Mère Marie-Christiane du Saint-Esprit et ces dernières s'établirent, en 1978, dans l'ancien monastère délabré de Quiévrain et fondèrent ainsi le Carmel du Sacré-Cœur. Un tiers-ordre séculier est lié au monastère et la messe tridentine y est célébrée tous les jours.

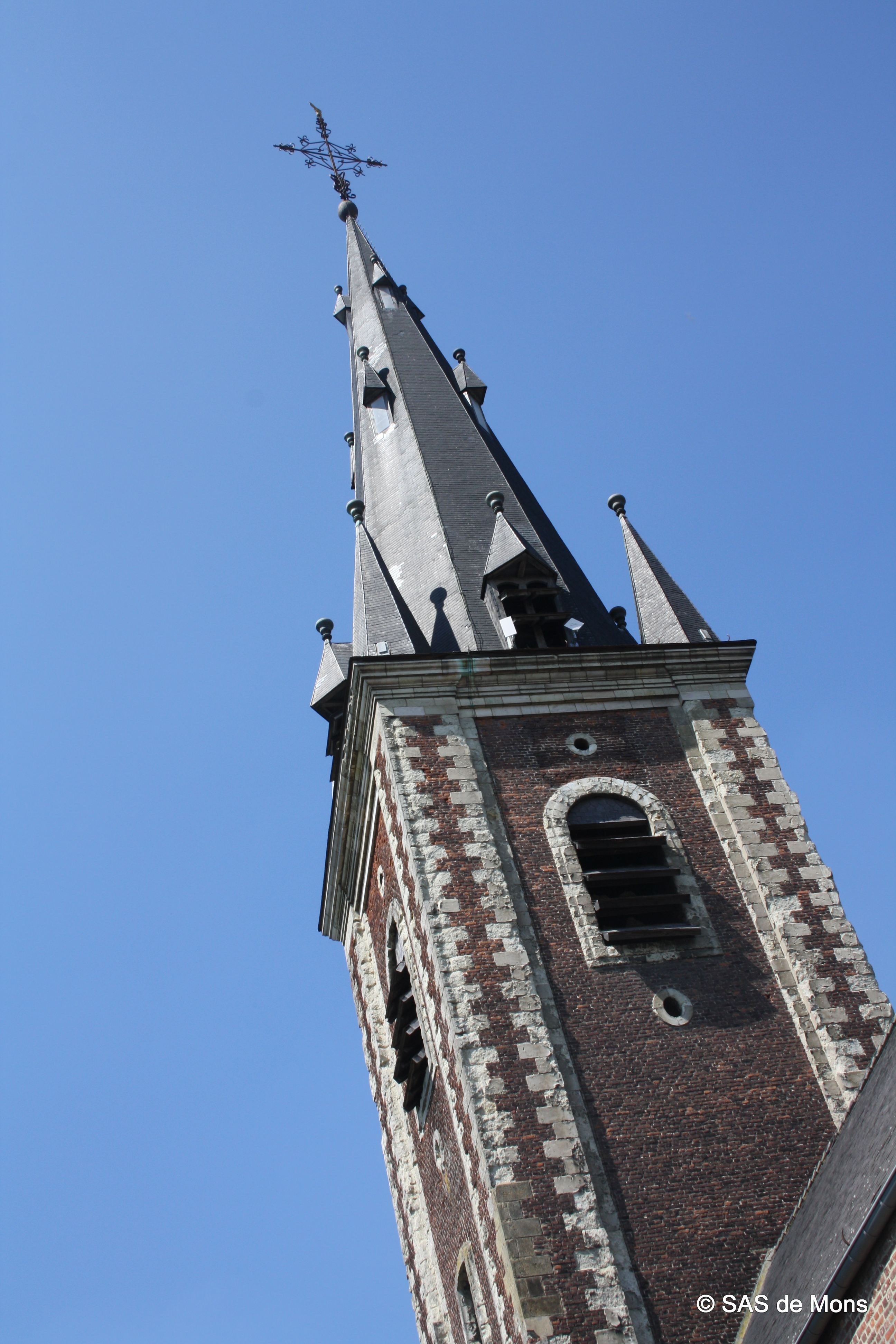
Clocher de l'église Saint-Martin.
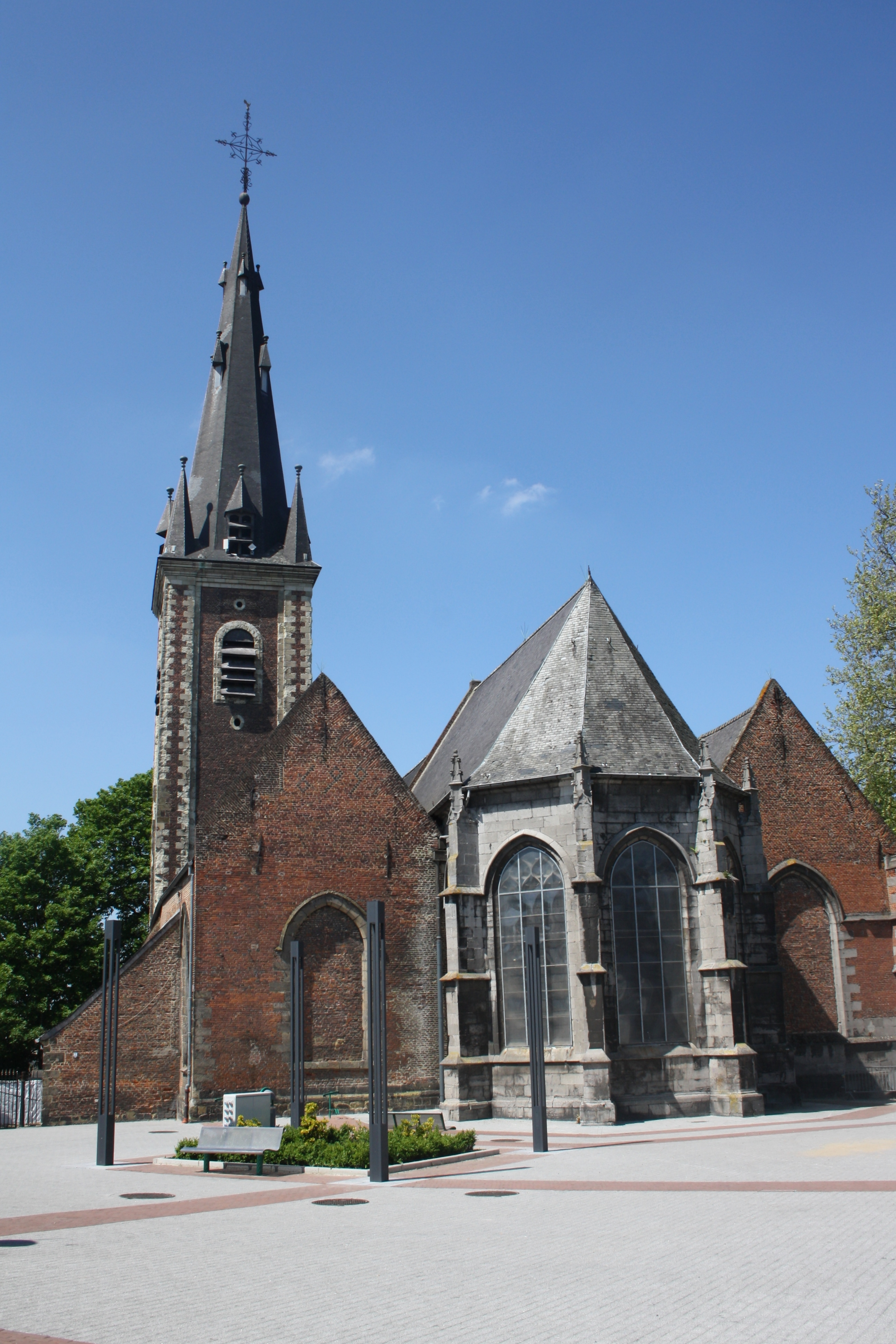
Église Saint-Martin à Quiévrain.

- L'église protestante évangélique belge, rue de la Gare, 5.
- Il n'y a pas de lieu de culte musulman à Quiévrain, mais deux mosquées sont situées à quelques centaines de mètres de la frontière, sur le territoire de Quiévrechain : Al Fath (sunnite orthodoxe) et An'Nour (proche de la Société des Frères musulmans).

#### Lieux et monuments
- Le Moulin brûlé de Quiévrain est un ancien moulin à eau qui, comme son nom l'indique, a brûlé[note 1]. On y trouve aujourd'hui, en plus des restes de ce moulin, une petite buvette dans un chalet en bois et un étang qui accueille des pêcheurs presque toute l'année.
- Monument Jules Pitot, œuvre du sculpteur borain Léon Gobert.

### Culture

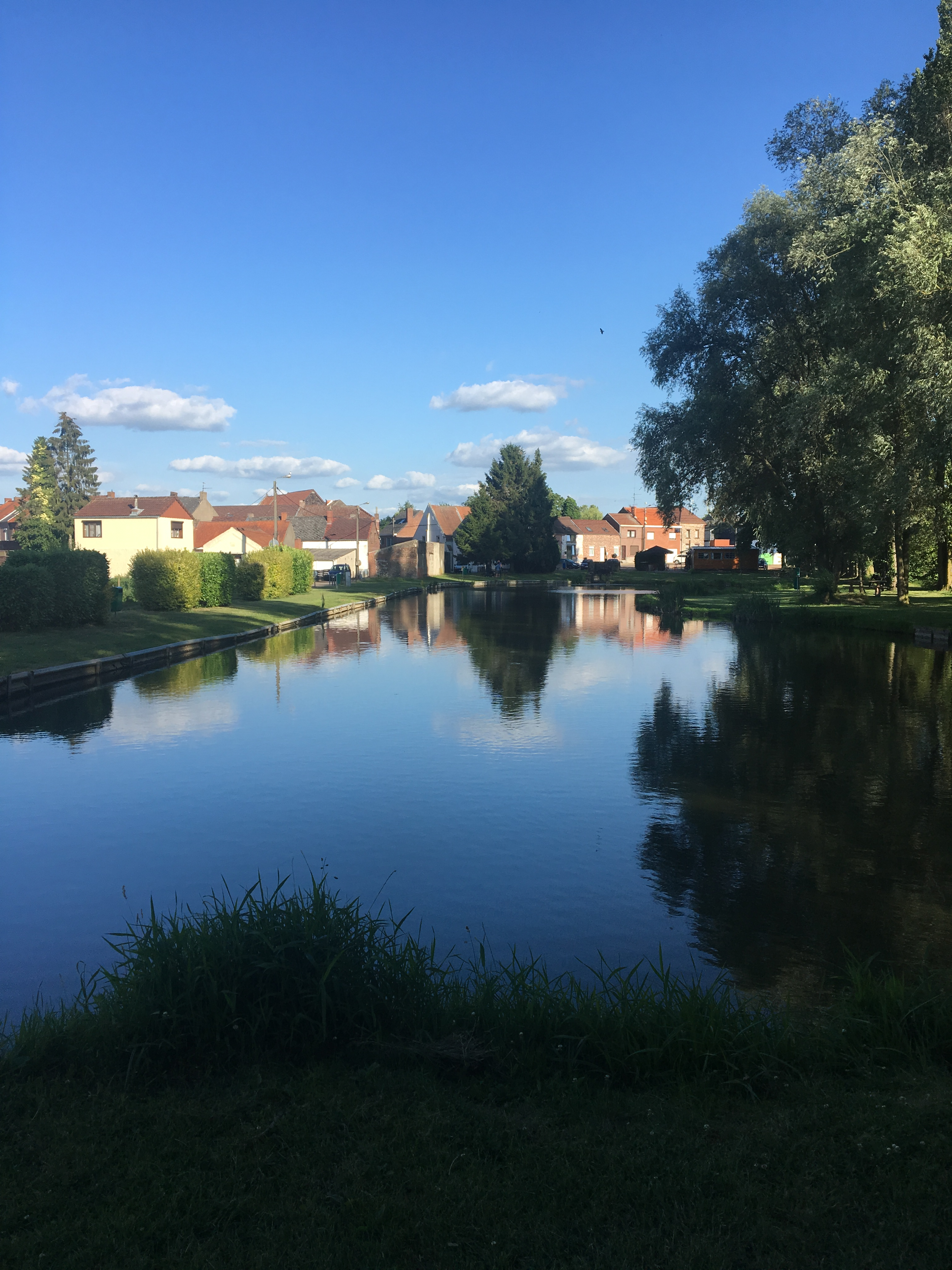
Étang du Moulin brûlé.

#### Culture populaire

##### Outre-Quiévrain
L'expression Outre-Quiévrain est utilisée en France comme figure de style pour désigner la Belgique. Contrairement aux expressions plus anciennes et plus usitées d'Outre-Manche (pour le Royaume-Uni) ou d'Outre-Rhin (pour l'Allemagne) désignant la géographie naturelle de la frontière, Outre-Quiévrain fait référence à la ville frontalière belge de Quiévrain, ancien important point de passage ferroviaire entre les deux pays. Du XIXe siècle jusqu'à la Première Guerre mondiale, Quiévrain abritait la gare-frontière de la ligne Paris-Bruxelles. Les trains s'arrêtaient et les voyageurs étaient soumis au contrôle de la douane, installée dans une aile du bâtiment. Passé la gare, on était « outre-Quiévrain »,,.
Par symétrie, l'expression est également utilisée en Belgique pour désigner la France. Quant à la rivière frontalière séparant Quiévrechain en France de Quiévrain en Belgique, son nom est l'Aunelle,.

## Économie

### Transports
Quiévrain dispose d'une gare sur la ligne 97. Il y a aussi plusieurs bus TEC Hainaut comme la ligne 7 qui passent toutes les heures. La ligne 5 du réseau français Transvilles dessert également la gare.

## Personnalités
- Jean-Claude Derudder, comédien et scénariste de bande dessinée, est né à Quiévrain en 1943.
- José Samyn, coureur cycliste, né en 1946 à Quiévrain et décédé en 1969 à Gand.
- Yves Vasseur, journaliste, auteur et responsable culturel, né à Quiévrain en 1951.